# Penicillium citrinum
Espèce
Penicillium citrinum est une espèce du genre Penicillium.

## Description
Penicillium citrinum est un fungi mésophile anamorphe.

## Répartition
En raison de son caractère mésophile, Penicillium citrinum est présent dans le monde entier.

## Écologie
Penicillium citrinum est souvent présent sur les agrumes moisis et parfois dans les épices et les céréales tropicales (Cf. riz jauni).

## Chimie
Penicillium citrinum produit de l'ACC, de la mévastatine, de la quinocitrinine A et B, de la citrinine néphrotoxique.
La première statine (mévastatine) est isolée à partir de cette espèce en 1970.

## Source de la traduction
- (en) Cet article est partiellement ou en totalité issu de l’article de Wikipédia en anglais intitulé « Penicillium citrinum » (voir la liste des auteurs).